# Joan Femenías
Joan Femenías del Salto (Manacor, 19 agosto 1996) è un calciatore spagnolo, portiere del Penafiel.

## Carriera
Cresciuto nel settore giovanile del Villarreal, fra il 2015 ed il 2019 gioca diversi incontri prima con la squadra C e poi con la squadra B debuttando anche in Segunda División B.
Rimasto svincolato, nel luglio 2019 si accorda con il Fuenlabrada con cui sigla un accordo annuale; il 28 giugno 2020 debutta in Segunda División giocando il match pareggiato 1-1 contro l'Extremadura UD.
Il 12 agosto 2020 viene acquistato dal Real Oviedo.

## Statistiche

### Presenze e reti nei club
Statistiche aggiornate al 2 ottobre 2021.
| Stagione        | Squadra         | Campionato      | Campionato | Campionato | Coppe nazionali | Coppe nazionali | Coppe nazionali | Coppe continentali | Coppe continentali | Coppe continentali | Altre coppe | Altre coppe | Altre coppe | Totale | Totale |
| Stagione        | Squadra         | Comp            | Pres       | Reti       | Comp            | Pres            | Reti            | Comp               | Pres               | Reti               | Comp        | Pres        | Reti        | Pres   | Reti   |
| --------------- | --------------- | --------------- | ---------- | ---------- | --------------- | --------------- | --------------- | ------------------ | ------------------ | ------------------ | ----------- | ----------- | ----------- | ------ | ------ |
| 2015-2016       | Villarreal C    | TD              | 16         | -19        |                 | -               | -               |                    | -                  | -                  |             | -           | -           | 16     | -19    |
| 2016-2017       | Villarreal B    | SDB             | 1          | 0          |                 | -               | -               |                    | -                  | -                  |             | -           | -           | 1      | 0      |
| 2017-2018       | Villarreal B    | SDB             | 1          | 0          |                 | -               | -               |                    | -                  | -                  |             | -           | -           | 1      | 0      |
| 2018-2019       | Villarreal B    | SDB             | 23         | -24        |                 | -               | -               |                    | -                  | -                  |             | -           | -           | 23     | -24    |
| 2019-2020       | Fuenlabrada     | SD              | 6          | -3         | CR              | 0               | 0               |                    | -                  | -                  |             | -           | -           | 6      | -3     |
| 2020-2021       | Real Oviedo     | SD              | 40         | -41        | CR              | 1               | -1              |                    | -                  | -                  |             | -           | -           | 41     | -42    |
| 2021-2022       | Real Oviedo     | SD              | 7          | -6         | CR              | 0               | 0               |                    | -                  | -                  |             | -           | -           | 7      | -6     |
| Totale carriera | Totale carriera | Totale carriera | 94         | -93        |                 | 1               | -1              |                    | -                  | -                  |             | -           | -           | 95     | -94    |